# Крабовая (станция)
Кра́бовая — нефтеперегрузочная железнодорожная станция с пассажирским сообщением на линии Угловая — Мыс Астафьева ДВЖД. Относится к узловой станции Находка Партизанской дистанции пути.
Осуществляет приём, расформирование, формирование и отправление грузовых поездов по обслуживанию нефтебазы Роснефть-Находканефтепродукт и БАМРа. Парк станции состоит из 6 приёмо-отправочных и сортировочных путей полезной длиной 596-934 метров. Слив нефтепродуктов производится на территории нефтеперевалочной базы. Станция Крабовая-экспорт (код № 985505) осуществляет приём и выдачу грузов повагонными и мелкими отправками, загружаемых целыми вагонами, только на подъездных путях и путях необщего пользования. В 2008 году проведена реконструкция станции с удлинением приёмоотправочных путей.
На станции останавливается электричка, следующая из Партизанска на Мыс Астафьева и в обратном направлении утром и вечером. Рядом находятся автобусные остановки «БАМР» и «БАМР-1».